# Miernik ekonomicznych aspektów dobrobytu
Miernik ekonomicznych aspektów dobrobytu (ang. EAW – Index of the Economic Aspects Welfare)   - miernik dobrobytu ekonomicznego, który jako jeden z pierwszych szerzej uwzględnił środowisko przyrodnicze.
Jego podstawą jest wielkość konsumpcji indywidualnej. Dodaje się do niej wartość usług, budynków publicznych, konsumpcyjnych dóbr trwałego użytku, pracy w gospodarstwie domowym, czasu wolnego oraz wydatki związane ze opieką zdrowotną i edukacją. Sumę wartości tych elementów pomniejsza się o wydatki na ochronę, koszty zanieczyszczenia środowiska i ubytek zasobów naturalnych. W obliczeniach pomija się akumulację kapitału i problem trwałości gospodarowania.